# Liste der Monuments historiques in Gars (Alpes-Maritimes)
Die Liste der Monuments historiques in Gars (Alpes-Maritimes) führt die Monuments historiques in der französischen Gemeinde Gars auf.

## Liste der Bauwerke
| Bezeichnung       | Beschreibung              | Standort | Kennzeichnung | Schutzstatus | Datum | Bild           |
| ----------------- | ------------------------- | -------- | ------------- | ------------ | ----- | -------------- |
| Kirche St-Sauveur | Erbaut im 12. Jahrhundert | (Lage)   | PA00080723    | Inscrit      | 1936  | weitere Bilder |
| Kapelle St-Joseph | Erbaut im 12. Jahrhundert | (Lage)   | PA00080722    | Inscrit      | 1937  | weitere Bilder |